# Saison 1 de Crazy Ex-Girlfriend
Chronologie
Saison 2
Cet article présente le guide des épisodes de la première saison de la série télévisée américaine Crazy Ex-Girlfriend.

## Généralités
- Aux États-Unis, la saison a été diffusée du 12 octobre 2015 au 18 avril 2016 sur The CW ;
- Au Canada, elle a été diffusée sur Showcase. Les trois premiers épisodes sont diffusés le jeudi suivant en clair sur le réseau Global.
- En Suisse et au Luxembourg, la saison est disponible depuis le 15 décembre 2016 sur Netflix.
- En France, la saison a été diffusée du 23 avril au 28 mai 2017 sur Téva et en clair sur M6 du 29 juillet au 9 août 2019.

## Distribution

### Acteurs principaux
- Rachel Bloom (VF : Victoria Grosbois) : Rebecca Bunch
- Vincent Rodriguez III (VF : Martin Faliu) : Josh Chan, le petit ami d'enfance de Rebecca
- Santino Fontana (VF : Julien Allouf) : Greg Serrano
- Donna Lynne Champlin (VF : Marion Posta) : Paula Procter, la collègue de Rebecca
- Pete Gardner (en) (VF : Thierry Wermuth) : Darryl Whitefeather, le nouveau patron de Rebecca
- Vella Lovell (VF : Ludivine Maffren) : Heather Davis

### Acteurs récurrents
- Gabrielle Ruiz (en) (VF : Caroline Pascal) : Valencia Perez (11 épisodes)
- David Hull : Josh Wilson, « White Josh » (9 épisodes)
- Gina Gallego (en) : Mme Hernandez, responsable de la communication au cabinet d'avocats, amie de Paula (Personnage muet, 7 épisodes)
- Erick Lopez (VF : Thierry Gondet) : Hector (6 épisodes)
- Tovah Feldshuh (VF : Anne Rondeleux) : Naomi Bunch, mère de Rebecca (6 épisodes)

### Invités
- Nipsey Hussle : lui-même (épisode 1)
- Steve Monroe : Scott Proctor (épisodes 3, 6 et 11)
- Michael McMillian : Tim (épisodes 5, 8 et 12)
- Burl Moseley (VF : Jean-Michel Vaubien) : Jim (épisodes 5, 8 et 14)
- Robin Thomas (en) : Marco Serrano, père divorcé de Greg (épisode 6)
- Michael Hyatt : Dr Noelle Akopian (épisodes 7, 14 et 15)
- Dr Phil McGraw : lui-même[1] (épisode 7)
- Mel Harris : Shawna, mère de Greg[2] (épisode 8)
- Briga Heelan : Connie Cavanagh[3] (épisode 11)
- Danny Jolles : George (épisode 13)
- Esther Povitsky : Maya (épisode 14)

## Liste des épisodes

### Épisode 1:West Covina et moi
- États-Unis : 12 octobre 2015 sur The CW[4]
- Canada :
  - 12 octobre 2015 sur Showcase
  - 15 octobre 2015 sur Global
- Suisse : 15 décembre 2016 sur Netflix
- France : 
  - 23 avril 2017[5] sur Téva[6]
  - 29 juillet 2019 sur M6

- États-Unis : 900 000 téléspectateurs[7] (première diffusion)

### Épisode 2:Ma nouvelle BFF
- États-Unis : 19 octobre 2015 sur The CW
- Canada :
  - 19 octobre 2015 sur Showcase
  - 22 octobre 2015 sur Global
- Suisse : 15 décembre 2016 sur Netflix
- France : 
  - 23 avril 2017 sur Téva
  - 29 juillet 2019 sur M6

- États-Unis : 790 000 téléspectateurs[8] (première diffusion)

### Épisode 3:Ma soirée de fou
- États-Unis : 26 octobre 2015 sur The CW
- Canada :
  - 26 octobre 2015 sur Showcase
  - 29 octobre 2015 sur Global
- Suisse : 15 décembre 2016 sur Netflix
- France : 
  - 23 avril 2017 sur Téva
  - 30 juillet 2019 sur M6

- États-Unis : 670 000 téléspectateurs[9] (première diffusion)

### Épisode 4:Mon rencard raté
- États-Unis /  Canada : 2 novembre 2015 sur The CW / Showcase
- Suisse : 15 décembre 2016 sur Netflix
- France : 
  - 30 avril 2017 sur Téva
  - 30 juillet 2019 sur M6

- États-Unis : 950 000 téléspectateurs[10] (première diffusion)

### Épisode 5:Je suis une bonne personne
- États-Unis /  Canada : 9 novembre 2015 sur The CW / Showcase
- Suisse : 15 décembre 2016 sur Netflix
- France : 
  - 30 avril 2017 sur Téva
  - 31 juillet 2019 sur M6

- États-Unis : 950 000 téléspectateurs[11] (première diffusion)

### Épisode 6:Mon meilleur Thanksgiving
- États-Unis /  Canada : 16 novembre 2015 sur The CW / Showcase
- Suisse : 15 décembre 2016 sur Netflix
- France : 
  - 30 avril 2017 sur Téva
  - 31 juillet 2019 sur M6

- États-Unis : 890 000 téléspectateurs[12] (première diffusion)

### Épisode 7:Ma dépression
- États-Unis /  Canada : 23 novembre 2015 sur The CW / Showcase
- Suisse : 15 décembre 2016 sur Netflix
- France : 
  - 7 mai 2017 sur Téva
  - 1er août 2019 sur M6

- États-Unis : 880 000 téléspectateurs[13] (première diffusion)

### Épisode 8:Ma mère
- États-Unis /  Canada : 30 novembre 2015 sur The CW / Showcase
- Suisse : 15 décembre 2016 sur Netflix
- France : 
  - 7 mai 2017 sur Téva
  - 1er août 2019 sur M6

- États-Unis : 1 million de téléspectateurs[14] (première diffusion)

### Épisode 9:Ma sortie à la plage
- États-Unis /  Canada : 25 janvier 2016 sur The CW[15] / Showcase
- Suisse : 15 décembre 2016 sur Netflix
- France : 
  - 7 mai 2017 sur Téva
  - 2 août 2019 sur M6

- États-Unis : 880 000 téléspectateurs[16] (première diffusion)

### Épisode 10:Mon bisou sur la joue
- États-Unis /  Canada : 1er février 2016 sur The CW / Showcase
- Suisse : 15 décembre 2016 sur Netflix
- France : 
  - 14 mai 2017 sur Téva
  - 2 août 2019 sur M6

- États-Unis : 970 000 téléspectateurs[17] (première diffusion)

### Épisode 11:Ma textastrophe
- États-Unis /  Canada : 8 février 2016 sur The CW / Showcase
- Suisse : 15 décembre 2016 sur Netflix
- France : 
  - 14 mai 2017 sur Téva
  - 5 août 2019 sur M6

- États-Unis : 1,02 million de téléspectateurs[18] (première diffusion)

### Épisode 12:Mon client s'appelle Josh
- États-Unis /  Canada : 22 février 2016 sur The CW / Showcase
- Suisse : 15 décembre 2016 sur Netflix
- France : 
  - 14 mai 2017 sur Téva
  - 5 août 2019 sur M6

- États-Unis : 920 000 téléspectateurs[19] (première diffusion)

### Épisode 13:Ma soif de justice
- États-Unis /  Canada : 29 février 2016 sur The CW / Showcase
- Suisse : 15 décembre 2016 sur Netflix
- France : 
  - 21 mai 2017 sur Téva
  - 6 août 2019 sur M6

- États-Unis : 860 000 téléspectateurs[20] (première diffusion)

### Épisode 14:Ma vie s'écroule
- États-Unis /  Canada : 7 mars 2016 sur The CW / Showcase
- Suisse : 15 décembre 2016 sur Netflix
- France : 
  - 21 mai 2017 sur Téva
  - 6 août 2019 sur M6

- États-Unis : 810 000 téléspectateurs[21] (première diffusion)

### Épisode 15:Mon fantôme de rêve
- États-Unis /  Canada : 21 mars 2016 sur The CW / Showcase
- Suisse : 15 décembre 2016 sur Netflix
- France : 
  - 21 mai 2017 sur Téva
  - 7 août 2019 sur M6

- États-Unis : 710 000 téléspectateurs[22] (première diffusion)

### Épisode 16:Mes anciens schémas
- États-Unis /  Canada : 28 mars 2016 sur The CW / Showcase
- Suisse : 15 décembre 2016 sur Netflix
- France : 
  - 28 mai 2017 sur Téva
  - 7 août 2019 sur M6

- États-Unis : 860 000 téléspectateurs[23] (première diffusion)

### Épisode 17:Ma semaine d'amour
- États-Unis /  Canada : 11 avril 2016 sur The CW / Showcase
- Suisse : 15 décembre 2016 sur Netflix
- France : 
  - 28 mai 2017 sur Téva
  - 8 août 2019 sur M6

- États-Unis : 770 000 téléspectateurs[24] (première diffusion)

### Épisode 18:Mon conte de fée
- États-Unis /  Canada : 18 avril 2016 sur The CW[25] / Showcase
- Suisse : 15 décembre 2016 sur Netflix
- France : 
  - 28 mai 2017 sur Téva
  - 9 août 2019 sur M6

- États-Unis : 820 000 téléspectateurs[26] (première diffusion)